# Eunice
Eunice är ett släkte av ringmaskar som beskrevs av Georges Cuvier 1817. Eunice ingår i familjen Eunicidae.

## Arter
Arter i släktet Eunice, i alfabetisk ordning:

- Eunice aciculata
- Eunice aedificatrix
- Eunice aequabilis
- Eunice afra
- Eunice afuerensis
- Eunice alata
- Eunice americana
- Eunice amphiheliae
- Eunice annulicirrata
- Eunice annulicornis
- Eunice antarctica
- Eunice antennata
- Eunice antipathum
- Eunice aphroditois
- Eunice arcturi
- Eunice arenosa
- Eunice argentinensis
- Eunice armillata
- Eunice articulata
- Eunice atlantica
- Eunice attenuata
- Eunice aucklandica
- Eunice australis
- Eunice austropacifica
- Eunice badia
- Eunice balfouriana
- Eunice barvicensis
- Eunice bassensis
- Eunice benedicti
- Eunice bertoloni
- Eunice biannulata
- Eunice bicirrata
- Eunice biformicirrata
- Eunice bilobata
- Eunice binominata
- Eunice bipapillata
- Eunice bitorquata
- Eunice borneensis
- Eunice bottae
- Eunice bowerbanki
- Eunice brasiliensis
- Eunice brevis
- Eunice bucciensis
- Eunice burmeisteri
- Eunice caeca
- Eunice cariboea
- Eunice cedroensis
- Eunice challengeriae
- Eunice chicasi
- Eunice cincta
- Eunice cirribranchis
- Eunice coccinea
- Eunice coccinioides
- Eunice collaris
- Eunice collini
- Eunice colombia
- Eunice complanata
- Eunice conglomerans
- Eunice contingens
- Eunice crassitentaculata
- Eunice denticulata
- Eunice dilatata
- Eunice djiboutiensis
- Eunice donathi
- Eunice dubia
- Eunice dubitata
- Eunice dubitatus
- Eunice edwardsi
- Eunice edwinlinkae
- Eunice ehlersi
- Eunice eimeorum
- Eunice elegans
- Eunice elseyi
- Eunice equibranchiata
- Eunice eugeniae
- Eunice excariboea
- Eunice fauchaldi
- Eunice fauveli
- Eunice fijiensis
- Eunice filamentosa
- Eunice fimbriata
- Eunice flaccida
- Eunice flavapunctata
- Eunice flavocuprea
- Eunice flavofasciata
- Eunice floridana
- Eunice franklini
- Eunice frauenfeldi
- Eunice fucata
- Eunice fuscafasciata
- Eunice fusicirris
- Eunice gagzoi
- Eunice gaimardi
- Eunice gallica
- Eunice goodei
- Eunice goodsiri
- Eunice gracilicirrata
- Eunice gravieri
- Eunice grubei
- Eunice guanica
- Eunice guildingi
- Eunice guttata
- Eunice harassii
- Eunice hartmanae
- Eunice havaica
- Eunice hawaiiensis
- Eunice hernandezi
- Eunice heterochaeta
- Eunice hirschi
- Eunice hispanica
- Eunice ibarzabalae
- Eunice imogena
- Eunice impexa
- Eunice indica
- Eunice insularis
- Eunice interrupta
- Eunice investigatoris
- Eunice jagori
- Eunice japonica
- Eunice johnsoni
- Eunice kerguelensis
- Eunice kinbergi
- Eunice kobiensis
- Eunice kristiani
- Eunice lanai
- Eunice langi
- Eunice laticeps
- Eunice laurillardi
- Eunice leptocirrus
- Eunice leucodon
- Eunice leucosticta
- Eunice levibranchia
- Eunice limosa
- Eunice lita
- Eunice longicirrata
- Eunice longicornis
- Eunice lucei
- Eunice macrobranchia
- Eunice macrochaeta
- Eunice madeirensis
- Eunice magnifica
- Eunice makemoana
- Eunice manihine
- Eunice manorae
- Eunice marconii
- Eunice marcusi
- Eunice marenzelleri
- Eunice margaritacea
- Eunice margariticacea
- Eunice marianae
- Eunice marovoi
- Eunice martensi
- Eunice masudai
- Eunice medicina
- Eunice megabranchia
- Eunice megalodus
- Eunice metatropos
- Eunice microprion
- Eunice mikeli
- Eunice mindanavensis
- Eunice misakiensis
- Eunice miurai
- Eunice modesta
- Eunice monilifer
- Eunice mucronata
- Eunice multicylindri
- Eunice multipectinata
- Eunice murrayi
- Eunice musorstomica
- Eunice mutabilis
- Eunice mutilata
- Eunice narconi
- Eunice neocaledoniensis
- Eunice nesiotes
- Eunice nicidioformis
- Eunice nonatoi
- Eunice northioidea
- Eunice norvegica
- Eunice notata
- Eunice oerstedi
- Eunice oerstedii
- Eunice oliga
- Eunice orensanzi
- Eunice ornata
- Eunice ovalifera
- Eunice pacifica
- Eunice palauensis
- Eunice panamena
- Eunice papeetensis
- Eunice parasegregata
- Eunice parca
- Eunice parvibranchis
- Eunice paupera
- Eunice pauroneurata
- Eunice pectinata
- Eunice pelamidis
- Eunice pennata
- Eunice perimensis
- Eunice perrieri
- Eunice petersi
- Eunice philippinensis
- Eunice philocorallia
- Eunice plessisi
- Eunice plicata
- Eunice polybranchia
- Eunice prayensis
- Eunice procera
- Eunice profunda
- Eunice prognatha
- Eunice pruvoti
- Eunice pulvinopalpata
- Eunice punctata
- Eunice purpurea
- Eunice pycnobranchiata
- Eunice quinquefida
- Eunice quoya
- Eunice reducta
- Eunice riojai
- Eunice rosaurae
- Eunice roussaei
- Eunice rousseai
- Eunice rousseaui
- Eunice rubella
- Eunice rubra
- Eunice rubrivittata
- Eunice rullieri
- Eunice salvadorensis
- Eunice savignyi
- Eunice schemacephala
- Eunice schemcephala
- Eunice schizobranchia
- Eunice scombrinis
- Eunice sebastiani
- Eunice segregata
- Eunice semisegregata
- Eunice senta
- Eunice siciliensis
- Eunice simplex
- Eunice solita
- Eunice sonorae
- Eunice splendida
- Eunice spongicola
- Eunice stanleyi
- Eunice stigmatura
- Eunice stragulum
- Eunice subdepressa
- Eunice suviensis
- Eunice tahitana
- Eunice tanseiae
- Eunice tenuicirrata
- Eunice tenuis
- Eunice thomasiana
- Eunice tibiana
- Eunice torquata
- Eunice torresiensis
- Eunice tribranchiata
- Eunice tridentata
- Eunice tristriata
- Eunice tubicola
- Eunice unidentata
- Eunice unifrons
- Eunice valenciennesii
- Eunice valens
- Eunice valida
- Eunice validobranchiata
- Eunice wasinensis
- Eunice websteri
- Eunice weintraubi
- Eunice violaceomaculata
- Eunice vittata
- Eunice vittatopsis
- Eunice vivida
- Eunice woodwardi
- Eunice wui
- Eunice yamamotoi
- Eunice zonata

## Bildgalleri

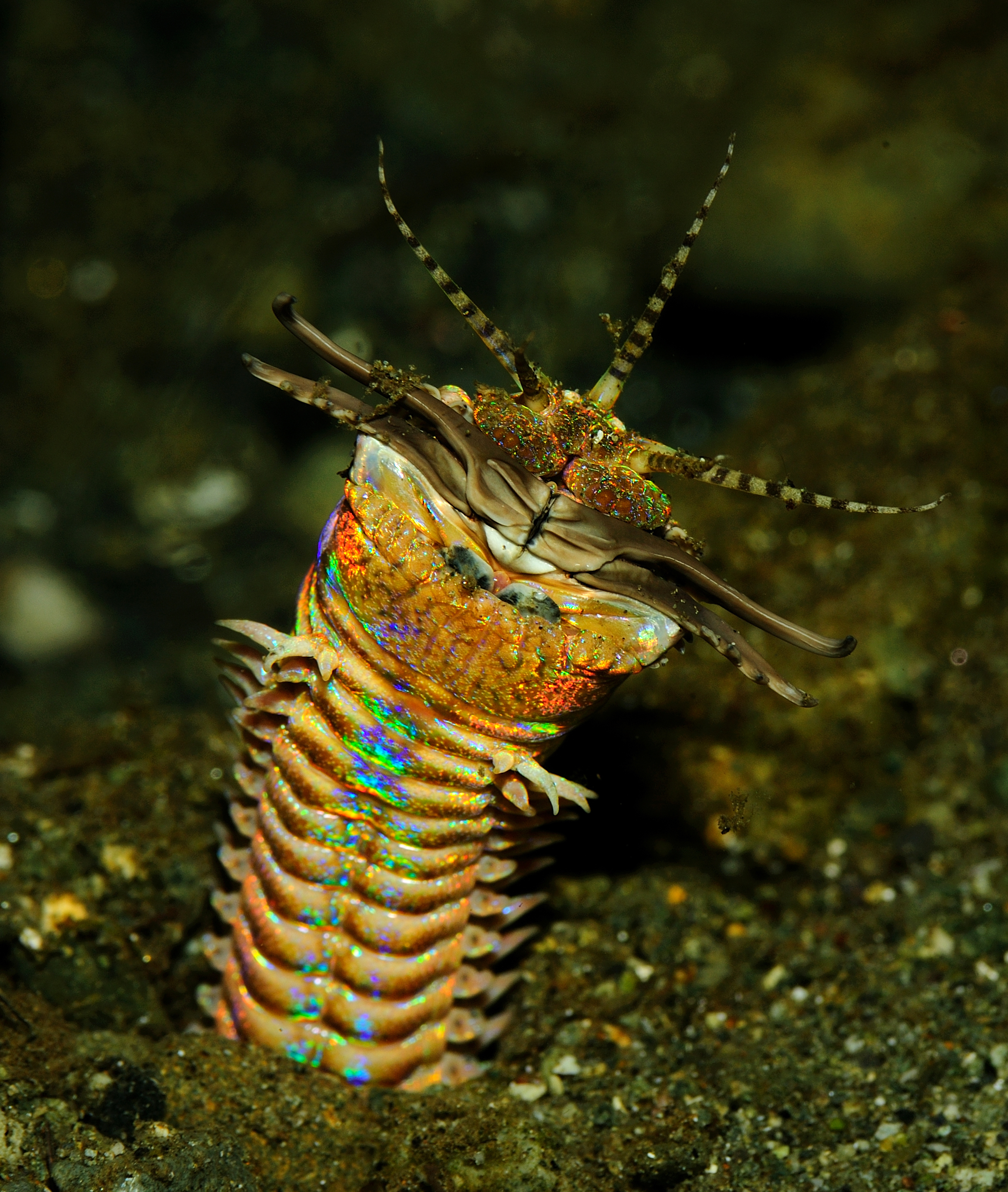
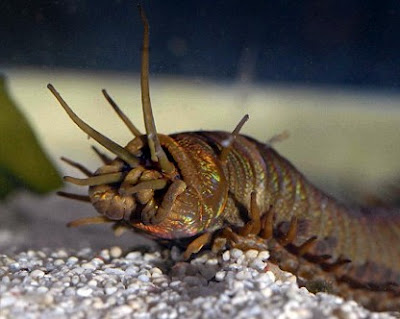
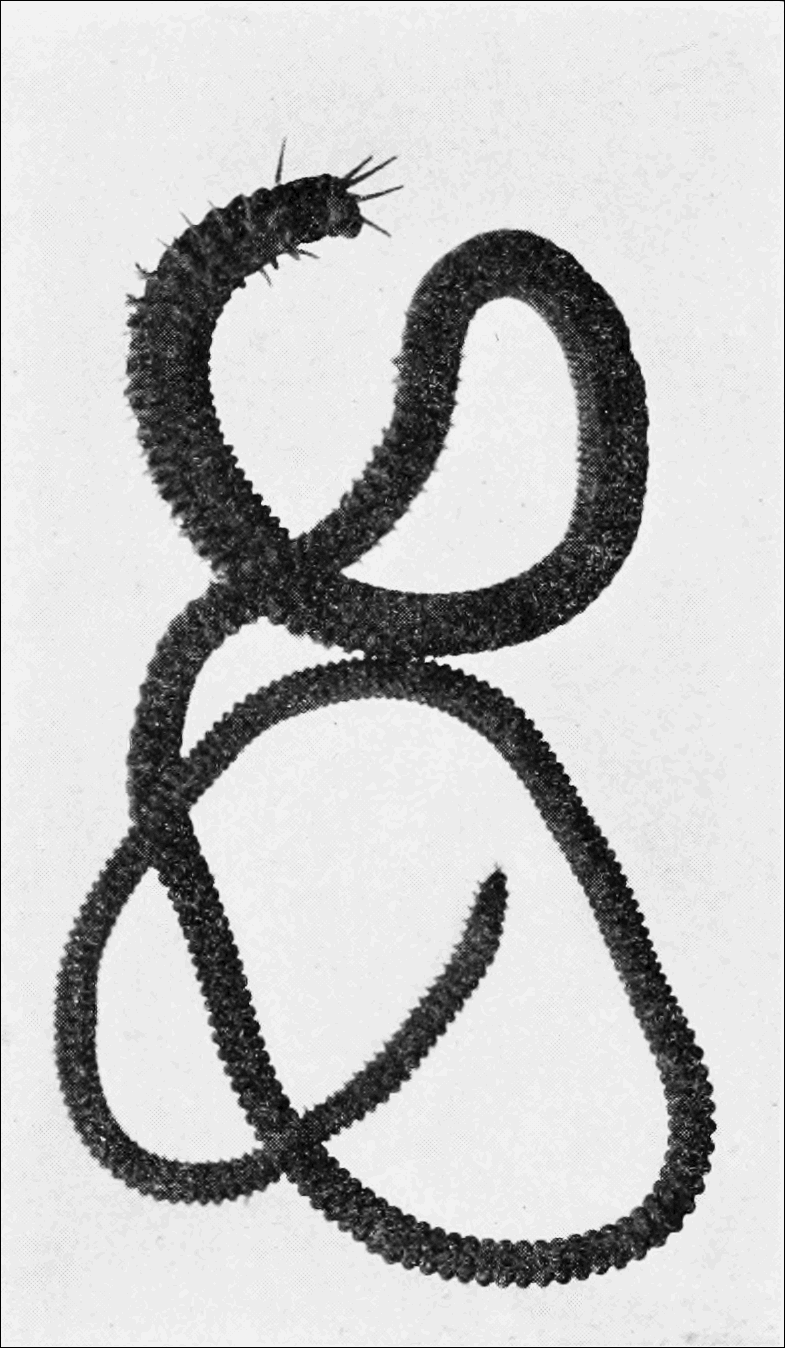